# Orthophytum erigens
Orthophytum erigens är en gräsväxtart som beskrevs av Elton Martinez Carvalho Leme. Orthophytum erigens ingår i släktet Orthophytum och familjen Bromeliaceae. Inga underarter finns listade i Catalogue of Life.